# Гейдаров, Ариф Назар оглы
Ариф Назар оглы Гейдаров (азерб. Arif Nəzər oğlu Heydərov; 28 июня 1926, Агдаш — 29 июня 1978, Баку) — азербайджанский советский общественный и государственный деятель. Министр внутренних дел Азербайджанской ССР (1970—1978), генерал-лейтенант внутренней службы.

## Биография
Ариф Гейдаров родился 28 июня 1926 года в семье служащего. Свою деятельность в органах госбезопасности он начал в 1943 году, в возрасте 17 лет, поступив на работу в Разведывательное управление Народного комиссариата государственной безопасности СССР. После окончания учёбы в Москве в школе специального назначения при НКГБ он добровольно отправился на фронт и участвовал в боевых действиях на полях Второй мировой войны в составе фронтовых разведподразделений в Польше и Германии.
После окончания войны А. Гейдаров до сентября 1946 года служил в оперативном отделе советского военного командования в г. Лейпциг, а затем — в регионе Саксония до 1947 года. По неподтверждённым данным, он представлялся на звание Героя Советского Союза за участие в Висло-Одерской операции 1945 года, однако в итоге был награждён Орденом Красного Знамени.
С 1944 по 1970 годы Ариф Гейдаров занимал различные должности в разведывательных подразделениях государственной безопасности Азербайджана (тогда КГБ). Его последней оперативной должностью, по имеющимся данным, было пост заместителя начальника резидентуры в Турции, где он курировал направление внешней контрразведки.
В марте 1970 года Ариф Гейдаров был назначен министром внутренних дел Азербайджанской ССР по инициативе Гейдара Алиева.
Член КПСС с 1948 года. Член ЦК КП Азербайджана. Избирался депутатом Верховного Совета Азербайджанской ССР 7, 8, 9 созывов от Советского избирательного округа № 48.

### Убийство
29 июня 1978 года Ариф Гейдаров был смертельно ранен в своём кабинете в Баку сотрудником пенитенциарной службы из г. Шуша Зией Мурадовым, который также тяжело ранил заместителя министра внутренних дел, генерал-майора Салахаддина Казимова.
Согласно материалам следствия, изначальной целью Мурадова был Казимов, с которым у него возник затяжной конфликт из-за задержек в рассмотрении вопроса о его повышении. Перед тем как попасть в кабинет министра, Мурадов застрелил его помощника, полковника Азиза Сафиханова. Затем он ворвался в кабинет, где министр проводил рабочее совещание. В момент нападения Казимов находился в кабинете, в него было произведено три выстрела. Другой участник совещания полковник Ибрагимов, не воспрепятствовав нападению, выбежал из кабинета. Позже он дал показания, подтвердив последовательность выстрелов, но не смог предоставить больше информации, так как сразу же скрылся с места происшествия.
По некоторым данным, А. Гейдаров попытался обезоружить Мурадова и был ранен в ходе борьбы. После этого Мурадов застрелился. Гейдаров, получивший тяжёлые ранения, был доставлен в больницу, где скончался в тот же день.
Ариф Гейдаров был похоронен на Аллее почётного захоронения в Баку рядом с могилой своего отца.

### Личная жизнь
Ариф Гейдаров поддерживал близкие личные и профессиональные отношения с Гейдаром Алиевым. Они вместе учились в Азербайджанском государственном университете в 1951—1957 годах и служили в системе госбезопасности в 1950—1960-х годах. Назначение Арифа Гейдарова на пост министра было реализовано по инициативе Гейдара Алиева, который хотел назначить на эту стратегически важную должность надёжного человека с безупречной репутацией.
Отец Арифа — Назар Гейдаров занимал пост председателя Президиума Верховного Совета Азербайджанской ССР в 1949—1954 годах.
В 1963 году Ариф Гейдаров женился на Адиле Гейдаровой (1935—2015). У А.Гейдарова было трое детей: дочь Лейла и сыновья Мурад и Махсуд.
Ариф Гейдаров свободно владел немецким, русским, турецким и персидским языками, а также имел рабочее знание английского. В 1950-х годах дважды становился чемпионом Азербайджана по академической гребле.

### Память
В честь Арифа Гейдарова названы улица в Баку, госпиталь МВД Азербайджана, Полицейская школа МВД Азербайджана и пограничная застава в Астаринском районе Азербайджана, находящаяся в ведении Государственной пограничной службы.
Выступая на церемонии, посвящённой 70-летию со дня рождения Арифа Гейдарова 28 июня 1996 года, Гейдар Алиев назвал его «генералом азербайджанского народа» и подчеркнул: «его смерть стала большой утратой для нашего народа, нашей республики и личной утратой для меня. В день его смерти вся страна пребывала в глубоком трауре».